# Таршіенський храмовий комплекс
Таршіенський храмовий комплекс або Таршіен, [tarʃiɛn] — археологічний комплекс біля міста Таршіен на Мальті, датується близько 2800 р. до н. е. Комплекс занесено до списку Світової спадщини ЮНЕСКО разом з п'ятьма іншими мегалітичними храмами Мальти.
Великі кам'яні блоки було виявлено 1914 року місцевими селянами при оранці поля. Після випадкового відкриття підземного святилища в 1913 р. власник землі, де були виявлені блоки, припустив, що вони теж можуть мати археологічну цінність. Він зв'язався з директором [[Національний музей археології (Мальта)

## Опис
Таршіенський комплекс складається з трьох окремих, але з'єднаних одна з одною храмових споруд. Головний вхід був реконструйований 1956 року, в ході реставрації всього храму. Тоді ж багато виявлених навколо Таршіена каменів із різьбленими візерунками, були перевезені в приміщення Археологічного музею Ла-Валлетти для захисту від руйнування. Перший храм датується приблизно 3100 роком до н. е. З усіх храмів Мальти він оздоблений найвишуканішими кам'яними рельєфами. Середній храм датується приблизно 3000 роком до н. е., і на відміну від усіх інших храмів Мальти, має три апсиди замість двох. Східний храм датується близько 3100 роком до н. е. Далі на сході знайдено руїни ще одного, невеликого давнішого храму, який датується близько 3250 роком до н. е.
Особливий інтерес становлять кам'яні рельєфи Таршіена, із зображенням домашніх тварин, а також вівтарі та ширми, оздоблені спіральними фігурами та іншими візерунками. Між Центральним та Південним храмами розташована камера розміром на товщину стіни з рельєфом, що зображує бика і свиноматку.

## Призначення

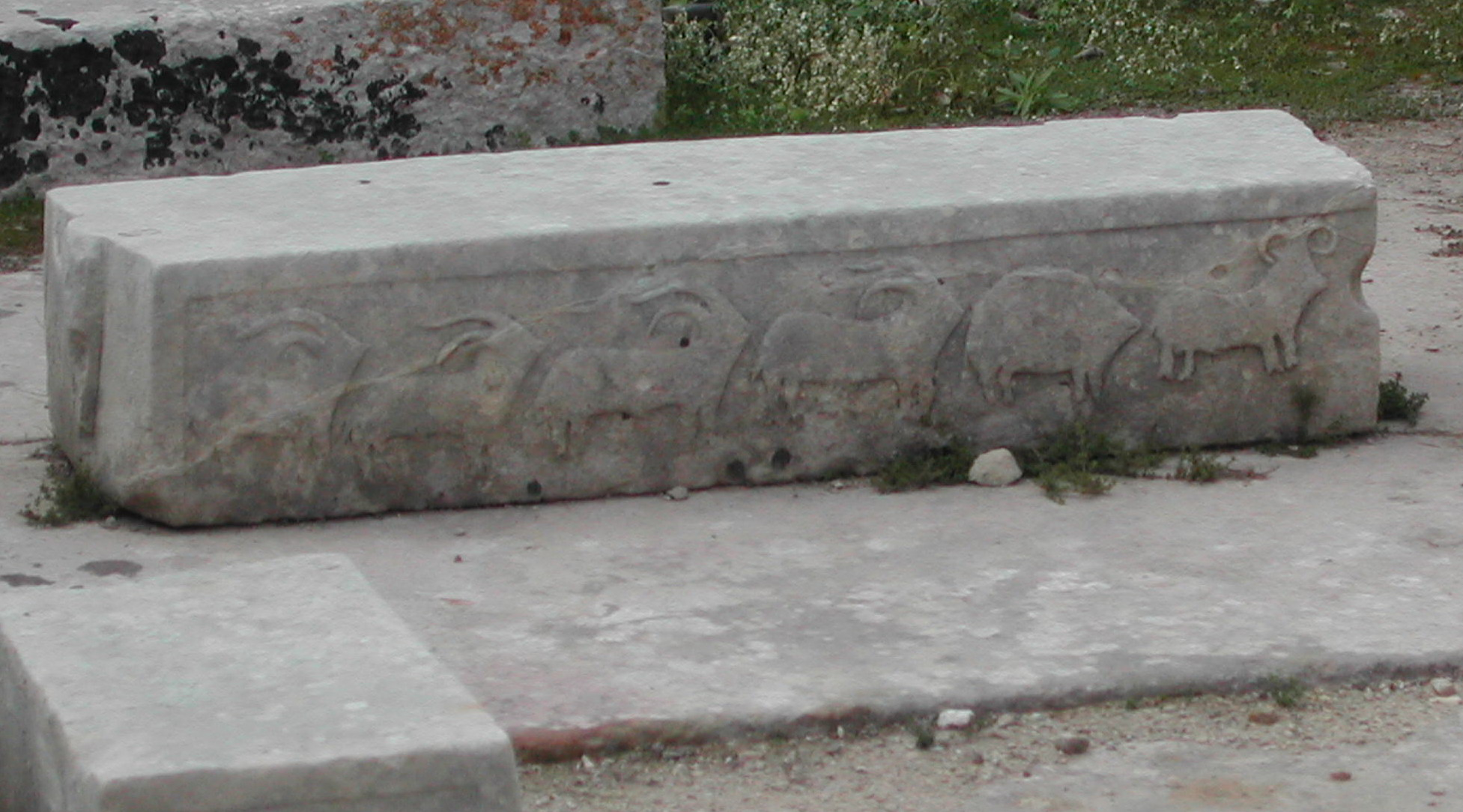
Рельєф із зображенням кіз і баранів у Таршіенському храмі.

Матеріали розкопок показують, що Таршіенський комплекс інтенсивно використовувався для ритуалів, які, можливо, включали жертвопринесення тварин. У передній частині вівтаря третього храму Таршіена виявлено отвір, щільно забитий камінням. Після його розчищення археологи знайшли велику кількість кісток та рогів тварин, а також кремнієвий ніж для жертвоприношень. Таршіенський комплекс дає уявлення про методи спорудження мегалітів: поруч з південним храмом збереглися імпровізовані «санчата» для перекочування каменів. Крім того, в центрі Південного храму збереглися свідчення кремації, що говорить про повторне використання храму як кремаційного цвинтаря в епоху бронзової доби.

## Культурно-історичний період
За назвою храму Таршіен названо археологічний період («таршіенський період», або «таршіенська фаза») доісторичного періоду Мальти, коли сицилійська культура Капо-Граціано мала значну схожість з мальтійською, або, як припускають, навіть була її місцевим варіантом.